# Lista över utmärkelser som mottagits av The Last of Us
The Last of Us är ett survival horror-spel i tredjepersonsskjutarformat utvecklat av Naughty Dog och utgivet av Sony Computer Entertainment. Spelare antar rollen som Joel (spelad av Troy Baker) som eskorterar en tonårig flicka vid namn Ellie (spelad av Ashley Johnson) över ett postapokalyptiskt USA. Spelets utveckling leddes av Bruce Straley och Neil Druckmann, som regissör respektive creative director. Spelet tillkännagavs officiellt den 10 december 2011 och var väldigt efterlängtat. Det tilldelades utmärkelsen Most Anticipated Game från Playstation Universe och Cheat Code Central, och tog emot en nominering på Spike Video Game Awards år 2012.
Efter dess förhandsvisningar på Electronic Entertainment Expo vann spelet flera utmärkelser, bland annat Best of Show från flera spelpublikationer. Det släpptes över hela världen den 14 juni 2013 till Playstation 3. En uppdaterad version av spelet till Playstation 4, under namnet The Last of Us Remastered, släpptes den 29 juli 2014. Recension-sammanställningssidan Metacritic tilldelade spelet genomsnittsbetyget 95 av 100, baserat på 98 recensioner. Gamerankings, en annan sammanställningssida, tilldelade spelet betyget 95 % baserat på 68 recensioner. Inom tre veckor efter dess utgivning sålde The Last of Us cirka 3,4 miljoner exemplar och sju miljoner i juli 2014, vilket gör det till ett av de bästsäljande Playstation 3-spelen.
The Last of Us tog emot utmärkelser och nomineringar i olika kategorier, med fokus på spelets berättelse, röstskådespeleri, ljud, design, musik och grafik. Det blev till sist ett av de mest prisbelönta spelen i historien, och vann över 240 årets spelutmärkelser. På 10:e British Academy Video Games Awards fick spelet tio nomineringar och vann fem priser: Best Game, Action & Adventure, Audio Achievement, Performer och Story. Spelet fick tretton nomineringar på 17:e årliga DICE Awards och vann tio utmärkelser, däribland årets spel. På IGN:s Best of 2013 fick spelet tretton nomineringar och fortsatte med att vinna tio utmärkelser, bland annat årets spel, Best Overall Action-Adventure Game och Best Overall Sound.
Vid det 14:e årliga Game Developers Choice Awards vann The Last of Us utmärkelsen årets spel, bästa design och bästa narrativ. Spelet fick sju nomineringar på Spike VGX, där Troy Baker vann pris som bästa röstskådespelare och Ashley Johnson vann pris som bästa röstskådespelerska. Spelet dök också upp på flera årsskiftslistor över 2013 års bästa spel och tog emot årets spel-utmärkelser från The Daily Telegraph, Good Game, Kotaku och VideoGamer.com, bland många andra.

## Utmärkelser
| Datum            | Utmärkelse                                                  | Kategori                                        | Översättning                                    | Mottagare                                                                        | Resultat         | Ref.    |
| ---------------- | ----------------------------------------------------------- | ----------------------------------------------- | ----------------------------------------------- | -------------------------------------------------------------------------------- | ---------------- | ------- |
| 4 juni 2012      | Gamespot's Best of E3 2012 Editors' Choice Awards           | Best Game                                       | Bästa spel                                      | The Last of Us                                                                   | Vann             | [ 6 ]   |
| 9 juni 2012      | The Daily Telegraph's E3 2012: Best in show                 | Best Game                                       | Bästa spel                                      | The Last of Us                                                                   | Vann             | [ 7 ]   |
| 11 juni 2012     | The Electric Playground's Best of E3 Winners                | Best Game                                       | Bästa spel                                      | The Last of Us                                                                   | Vann             | [ 8 ]   |
| 11 juni 2012     | Electronic Gaming Monthly Presents: The Best of E3 2012     | Game of the Show                                | Föreställningens spel                           | The Last of Us                                                                   | Vann             | [ 9 ]   |
| 11 juni 2012     | Electronic Gaming Monthly Presents: The Best of E3 2012     | Best PS3 Game                                   | Bästa PS3-spel                                  | The Last of Us                                                                   | Vann             | [ 9 ]   |
| 12 juni 2012     | Destructoid's Best of E3 2012                               | Game of the Show                                | Föreställningens spel                           | The Last of Us                                                                   | Vann             | [ 10 ]  |
| 12 juni 2012     | Destructoid's Best of E3 2012                               | Best Playstation 3 Game                         | Bästa Playstation 3-spel                        | The Last of Us                                                                   | Andra plats      | [ 10 ]  |
| 12 juni 2012     | Destructoid's Best of E3 2012                               | Best Action/Adventure                           | Bästa actionäventyr                             | The Last of Us                                                                   | Nominerad        | [ 10 ]  |
| 12 juni 2012     | Destructoid's Best of E3 2012                               | Game of the Show                                | Föreställningens spel                           | The Last of Us                                                                   | Vann             | [ 10 ]  |
| 12 juni 2012     | Playstation Universe's E3 2012 Awards                       | Best Game                                       | Bästa spel                                      | The Last of Us                                                                   | Vann             | [ 33 ]  |
| 12 juni 2012     | Playstation Universe's E3 2012 Awards                       | Most Anticipated Game                           | Mest efterlängtade spel                         | The Last of Us                                                                   | Vann             | [ 3 ]   |
| 12 juni 2012     | Playstation Universe's E3 2012 Awards                       | Best Trailer                                    | Bästa trailer                                   | The Last of Us E3 2012 Trailer (E3 2012-trailern för The Last of Us)             | Andra plats      | [ 34 ]  |
| 24 juni 2012     | Cheat Code Central's The Best of E3 2012                    | Best Overall Game                               | Totalt bästa spel                               | The Last of Us                                                                   | Vann             | [ 35 ]  |
| 24 juni 2012     | Cheat Code Central's The Best of E3 2012                    | Most Anticipated Game                           | Mest efterlängtade spel                         | The Last of Us                                                                   | Vann             | [ 4 ]   |
| 26 juni 2012     | Game Critics Awards: Best of E3 2012                        | Best of Show                                    | Föreställningens bästa                          | The Last of Us                                                                   | Vann             | [ 36 ]  |
| 26 juni 2012     | Game Critics Awards: Best of E3 2012                        | Best Original Game                              | Bästa originalspel                              | The Last of Us                                                                   | Vann             | [ 36 ]  |
| 26 juni 2012     | Game Critics Awards: Best of E3 2012                        | Best Console Game                               | Bästa konsolspel                                | The Last of Us                                                                   | Vann             | [ 36 ]  |
| 26 juni 2012     | Game Critics Awards: Best of E3 2012                        | Best Action/Adventure Game                      | Bästa actionäventyrsspel                        | The Last of Us                                                                   | Vann             | [ 36 ]  |
| 26 juni 2012     | Game Critics Awards: Best of E3 2012                        | Special Commendation for Sound                  | Särskild eloge för ljud                         | The Last of Us                                                                   | Vann             | [ 36 ]  |
| 7 december 2012  | 2012 Spike Video Game Awards                                | Most Anticipated Game                           | Mest efterlängtade spel                         | The Last of Us                                                                   | Nominerad        | [ 5 ]   |
| 9 december 2012  | 4th Annual Inside Gaming Awards                             | Best Trailer                                    | Bästa trailer                                   | The Last of Us Gamescom 2012 Trailer (Gamescom 2012-trailern för The Last of Us) | Vann             | [ 37 ]  |
| 15 oktober 2013  | Games 2014 Games of the Year and Other Awards               | Best New Action Game                            | Bästa nya actionspel                            | The Last of Us                                                                   | Vann             | [ 38 ]  |
| 26 oktober 2013  | 31st Golden Joystick Awards                                 | Best Newcomer                                   | Bästa nykomling                                 | The Last of Us                                                                   | Vann             | [ 39 ]  |
| 26 oktober 2013  | 31st Golden Joystick Awards                                 | Best Storytelling                               | Bästa berättande                                | The Last of Us                                                                   | Vann             | [ 39 ]  |
| 26 oktober 2013  | 31st Golden Joystick Awards                                 | Studio of the Year                              | Årets studio                                    | Naughty Dog                                                                      | Vann             | [ 39 ]  |
| 26 oktober 2013  | 31st Golden Joystick Awards                                 | Game of the Year                                | Årets spel                                      | The Last of Us                                                                   | Nominerad        | [ 40 ]  |
| 26 oktober 2013  | 31st Golden Joystick Awards                                 | Best Visual Design                              | Bästa visuella design                           | The Last of Us                                                                   | Nominerad        | [ 40 ]  |
| 26 oktober 2013  | 31st Golden Joystick Awards                                 | Best Gaming Moment                              | Bästa spelögonblick                             | "Joel's loss" (Joels förlust)                                                    | Nominerad        | [ 40 ]  |
| 14 november 2013 | International Business Times' Five Best Video Games of 2013 | Best Game                                       | Bästa spel                                      | The Last of Us                                                                   | Vann             | [ 41 ]  |
| 3 december 2013  | Good Game Awards 2013                                       | Best Game                                       | Bästa spel                                      | The Last of Us                                                                   | Vann             | [ 25 ]  |
| 3 december 2013  | Good Game Awards 2013                                       | Most Memorable Moment                           | Mest minnesvärda ögonblick                      | "Giraffes" scene (Giraffscenen)                                                  | Nominerad        | [ 42 ]  |
| 3 december 2013  | Time's Top 10 Video Games of 2013                           | Best Game                                       | Bästa spel                                      | The Last of Us                                                                   | Sjätte plats     | [ 43 ]  |
| 4 december 2013  | 5th Annual Inside Gaming Awards                             | Best Sound                                      | Bästa ljud                                      | The Last of Us                                                                   | Vann             | [ 44 ]  |
| 4 december 2013  | 5th Annual Inside Gaming Awards                             | Best Voice Acting                               | Bästa röstskådespel                             | The Last of Us                                                                   | Vann             | [ 44 ]  |
| 4 december 2013  | 5th Annual Inside Gaming Awards                             | Game of the Year                                | Årets spel                                      | The Last of Us                                                                   | Nominerad        | [ 45 ]  |
| 4 december 2013  | 5th Annual Inside Gaming Awards                             | Most Immersive                                  | Mest uppslukande                                | The Last of Us                                                                   | Nominerad        | [ 45 ]  |
| 4 december 2013  | 5th Annual Inside Gaming Awards                             | Best Story                                      | Bästa berättelse                                | The Last of Us                                                                   | Nominerad        | [ 45 ]  |
| 4 december 2013  | 5th Annual Inside Gaming Awards                             | Gamers' Choice                                  | Spelarnas val                                   | The Last of Us                                                                   | Nominerad        | [ 45 ]  |
| 6 december 2013  | Cheat Code Central's 7th Annual Cody Awards                 | Game of the Year                                | Årets spel                                      | The Last of Us                                                                   | Vann             | [ 46 ]  |
| 6 december 2013  | Cheat Code Central's 7th Annual Cody Awards                 | Studio of the Year                              | Årets studio                                    | Naughty Dog                                                                      | Vann             | [ 47 ]  |
| 6 december 2013  | Cheat Code Central's 7th Annual Cody Awards                 | Best Male Character                             | Bästa manliga karaktär                          | Joel                                                                             | Vann             | [ 48 ]  |
| 6 december 2013  | Cheat Code Central's 7th Annual Cody Awards                 | Best Female Character                           | Bästa kvinnliga karaktär                        | Ellie                                                                            | Vann             | [ 49 ]  |
| 6 december 2013  | Cheat Code Central's 7th Annual Cody Awards                 | Best Playstation Game                           | Bästa Playstation-spel                          | The Last of Us                                                                   | Vann             | [ 50 ]  |
| 6 december 2013  | Cheat Code Central's 7th Annual Cody Awards                 | Best Sound                                      | Bästa ljud                                      | The Last of Us                                                                   | Andra plats      | [ 51 ]  |
| 6 december 2013  | Cheat Code Central's 7th Annual Cody Awards                 | Best Graphics                                   | Bästa grafik                                    | The Last of Us                                                                   | Nominerad        | [ 52 ]  |
| 6 december 2013  | Cheat Code Central's 7th Annual Cody Awards                 | Best Action/Adventure Game                      | Bästa actionäventyrsspel                        | The Last of Us                                                                   | Nominerad        | [ 53 ]  |
| 7 december 2013  | Spike VGX 2013                                              | Studio of the Year                              | Årets studio                                    | Naughty Dog                                                                      | Vann             | [ 23 ]  |
| 7 december 2013  | Spike VGX 2013                                              | Best Playstation Game                           | Bästa Playstation-spel                          | The Last of Us                                                                   | Vann             | [ 23 ]  |
| 7 december 2013  | Spike VGX 2013                                              | Best Voice Actor                                | Bästa röstskådespelare                          | Troy Baker som Joel                                                              | Vann             | [ 23 ]  |
| 7 december 2013  | Spike VGX 2013                                              | Best Voice Actress                              | Bästa röstskådespelerska                        | Ashley Johnson som Ellie                                                         | Vann             | [ 23 ]  |
| 7 december 2013  | Spike VGX 2013                                              | Game of the Year                                | Årets spel                                      | The Last of Us                                                                   | Nominerad        | [ 23 ]  |
| 7 december 2013  | Spike VGX 2013                                              | Best Action Adventure Game                      | Bästa actionäventyrsspel                        | The Last of Us                                                                   | Nominerad        | [ 23 ]  |
| 7 december 2013  | Spike VGX 2013                                              | Best Soundtrack                                 | Bästa soundtrack                                | The Last of Us                                                                   | Nominerad        | [ 23 ]  |
| 9 december 2013  | Slant Magazine's 25 Best Video Games of 2013                | Best Video Game                                 | Bästa datorspel                                 | The Last of Us                                                                   | Fjärde plats     | [ 54 ]  |
| 12 december 2013 | Daily Mirror's Top games of 2013                            | Best Game                                       | Bästa spel                                      | The Last of Us                                                                   | Vann             | [ 30 ]  |
| 13 december 2013 | Gamespot's Game of the Year 2013 Awards                     | PS3 Game of the Year                            | Årets PS3-spel                                  | The Last of Us                                                                   | Vann             | [ 55 ]  |
| 13 december 2013 | Gamespot's Game of the Year 2013 Awards                     | Game of the Year                                | Årets spel                                      | The Last of Us                                                                   | Nominerad        | [ 56 ]  |
| 17 december 2013 | Canada.com's Top video games of 2013                        | Game of the Year                                | Årets spel                                      | The Last of Us                                                                   | Vann             | [ 57 ]  |
| 17 december 2013 | Forbes's Best Video Game Shooters of 2013                   | Best Video Game Shooter                         | Bästa datorspelsskjutare                        | The Last of Us                                                                   | Vann             | [ 58 ]  |
| 17 december 2013 | Game Revolution's Best of 2013 Awards                       | Best Developer                                  | Bästa utvecklare                                | Naughty Dog                                                                      | Vann             | [ 59 ]  |
| 17 december 2013 | Game Revolution's Best of 2013 Awards                       | Best PS3 Exclusive                              | Bästa PS3-exklusiva spel                        | The Last of Us                                                                   | Vann             | [ 60 ]  |
| 17 december 2013 | Game Revolution's Best of 2013 Awards                       | Game of the Year                                | Årets spel                                      | The Last of Us                                                                   | Vann             | [ 61 ]  |
| 19 december 2013 | cnet's 15 best video games of 2013                          | Best Video Game                                 | Bästa datorspel                                 | The Last of Us                                                                   | Andra plats      | [ 62 ]  |
| 19 december 2013 | The New Zealand Herald's 2013 in review                     | Best Game                                       | Bästa spel                                      | The Last of Us                                                                   | Andra plats      | [ 63 ]  |
| 20 december 2013 | Digital Spy's best games of 2013                            | Best Game                                       | Bästa spel                                      | The Last of Us                                                                   | Fjärde plats     | [ 64 ]  |
| 20 december 2013 | Entertainment Weekly's Top 10 Videogames of 2013            | Best Game                                       | Bästa spel                                      | The Last of Us                                                                   | Andra plats      | [ 65 ]  |
| 20 december 2013 | The Guardian's Top 25 video games of 2013                   | Best Game                                       | Bästa spel                                      | The Last of Us                                                                   | Andra plats      | [ 66 ]  |
| 20 december 2013 | Wired's Top 10 Best Videogames of 2013                      | Best Game                                       | Bästa spel                                      | The Last of Us                                                                   | Fjärde plats     | [ 67 ]  |
| 21 december 2013 | IGN Australia's Top 12 Games of 2013                        | Best Game                                       | Bästa spel                                      | The Last of Us                                                                   | Vann             | [ 68 ]  |
| 21 december 2013 | Hardcore Gamer's Game of the Year Awards 2013               | Best PS3 Game                                   | Bästa PS3-spel                                  | The Last of Us                                                                   | Vann             | [ 69 ]  |
| 21 december 2013 | Hardcore Gamer's Game of the Year Awards 2013               | Best Action Game                                | Bästa actionspel                                | The Last of Us                                                                   | Vann             | [ 70 ]  |
| 21 december 2013 | Hardcore Gamer's Game of the Year Awards 2013               | Best Developer                                  | Bästa utvecklare                                | Naughty Dog                                                                      | Vann             | [ 71 ]  |
| 21 december 2013 | Hardcore Gamer's Game of the Year Awards 2013               | Best New Character                              | Bästa nya karaktär                              | Ellie                                                                            | Vann             | [ 72 ]  |
| 21 december 2013 | Hardcore Gamer's Game of the Year Awards 2013               | Best New IP                                     | Bästa nya immaterialrätt                        | The Last of Us                                                                   | Vann             | [ 73 ]  |
| 21 december 2013 | Hardcore Gamer's Game of the Year Awards 2013               | Best Voice Acting                               | Bästa röstskådespel                             | The Last of Us                                                                   | Vann             | [ 74 ]  |
| 21 december 2013 | Hardcore Gamer's Game of the Year Awards 2013               | Best Writing                                    | Bästa författande                               | The Last of Us                                                                   | Vann             | [ 75 ]  |
| 21 december 2013 | Hardcore Gamer's Game of the Year Awards 2013               | The Troy Baker Award                            | Troy Baker-priset                               | Troy Baker som Joel                                                              | Vann             | [ 76 ]  |
| 21 december 2013 | Hardcore Gamer's Game of the Year Awards 2013               | Best Original Soundtrack                        | Bästa originella soundtrack                     | The Last of Us                                                                   | Nominerad        | [ 77 ]  |
| 21 december 2013 | Hardcore Gamer's Game of the Year Awards 2013               | Best Sound Design                               | Bästa ljuddesign                                | The Last of Us                                                                   | Nominerad        | [ 78 ]  |
| 21 december 2013 | Hardcore Gamer's Game of the Year Awards 2013               | Best Story                                      | Bästa berättelse                                | The Last of Us                                                                   | Nominerad        | [ 79 ]  |
| 21 december 2013 | Hardcore Gamer's Game of the Year Awards 2013               | Game of the Year                                | Årets spel                                      | The Last of Us                                                                   | Vann             | [ 31 ]  |
| 23 december 2013 | The A.V. Club's Readers' Poll                               | Best Game                                       | Bästa spel                                      | The Last of Us                                                                   | Vann             | [ 80 ]  |
| 24 december 2013 | Destructoid's Best of 2013                                  | Game of the Year                                | Årets spel                                      | The Last of Us                                                                   | Vann             | [ 81 ]  |
| 24 december 2013 | Destructoid's Best of 2013                                  | Community Choice                                | Communityns val                                 | The Last of Us                                                                   | Vann             | [ 82 ]  |
| 24 december 2013 | Destructoid's Best of 2013                                  | Best Console Exclusive                          | Bästa konsolexklusiva spel                      | The Last of Us                                                                   | Vann             | [ 83 ]  |
| 24 december 2013 | Destructoid's Best of 2013                                  | Best Visuals                                    | Bästa visuella                                  | The Last of Us                                                                   | Vann             | [ 84 ]  |
| 24 december 2013 | Destructoid's Best of 2013                                  | Best Story                                      | Bästa berättelse                                | The Last of Us                                                                   | Nominerad        | [ 85 ]  |
| 24 december 2013 | Destructoid's Best of 2013                                  | Best Action Game                                | Bästa actionspel                                | The Last of Us                                                                   | Nominerad        | [ 86 ]  |
| 24 december 2013 | Destructoid's Best of 2013                                  | Best Character                                  | Bästa karaktär                                  | Joel                                                                             | Nominerad        | [ 87 ]  |
| 24 december 2013 | Destructoid's Best of 2013                                  | Best Character                                  | Bästa karaktär                                  | Ellie                                                                            | Nominerad        | [ 87 ]  |
| 23 december 2013 | Giant Bomb's 2013 Game of the Year Awards                   | Best-Looking Game                               | Snyggaste spel                                  | The Last of Us                                                                   | Vann             | [ 88 ]  |
| 23 december 2013 | Giant Bomb's 2013 Game of the Year Awards                   | Best Story                                      | Bästa berättelse                                | The Last of Us                                                                   | Vann             | [ 89 ]  |
| 23 december 2013 | Giant Bomb's 2013 Game of the Year Awards                   | Best Debut                                      | Bästa debut                                     | The Last of Us                                                                   | Vann             | [ 90 ]  |
| 23 december 2013 | Giant Bomb's 2013 Game of the Year Awards                   | Best Moment or Sequence                         | Bästa ögonblick eller sekvens                   | The ending (Slutet)                                                              | Nominerad        | [ 91 ]  |
| 23 december 2013 | Giant Bomb's 2013 Game of the Year Awards                   | Best Game                                       | Bästa spel                                      | The Last of Us                                                                   | Vann             | [ 92 ]  |
| 26 december 2013 | Ars Technica 20 best video games of 2013                    | Best Game                                       | Bästa spel                                      | The Last of Us                                                                   | Andra plats      | [ 93 ]  |
| 28 december 2013 | Edge Awards 2013                                            | Best Audio Design                               | Bästa ljuddesign                                | The Last of Us                                                                   | Vann             | [ 94 ]  |
| 28 december 2013 | Edge Awards 2013                                            | Best Game                                       | Bästa spel                                      | The Last of Us                                                                   | Andra plats      | [ 95 ]  |
| 28 december 2013 | Edge Awards 2013                                            | Studio of the Year                              | Årets studio                                    | Naughty Dog                                                                      | Andra plats      | [ 96 ]  |
| 29 december 2013 | EGM's Best of 2013                                          | Best Game                                       | Bästa spel                                      | The Last of Us                                                                   | Fjärde plats     | [ 97 ]  |
| 29 december 2013 | EGM's Best of 2013                                          | Best Game                                       | Bästa spel                                      | The Last of Us                                                                   | Vann             | [ 98 ]  |
| 30 december 2013 | Kotaku's Game of the Year 2013                              | Game of the Year                                | Årets spel                                      | The Last of Us                                                                   | Vann             | [ 26 ]  |
| 30 december 2013 | Kotaku's Game of the Year 2013                              | Readers' Game of the Year                       | Läsarnas årets spel                             | The Last of Us                                                                   | Vann             | [ 27 ]  |
| 31 december 2013 | The Daily Telegraph Video Game Awards 2013                  | Game of the Year                                | Årets spel                                      | The Last of Us                                                                   | Vann             | [ 24 ]  |
| 31 december 2013 | The Daily Telegraph Video Game Awards 2013                  | Best Script                                     | Bästa manus                                     | Neil Druckmann                                                                   | Vann             | [ 24 ]  |
| 31 december 2013 | The Daily Telegraph Video Game Awards 2013                  | Best Performer                                  | Bästa aktör                                     | Ashley Johnson som Ellie                                                         | Vann             | [ 24 ]  |
| 31 december 2013 | The Daily Telegraph Video Game Awards 2013                  | Best Performer                                  | Bästa aktör                                     | Troy Baker som Joel                                                              | Nominerad        | [ 24 ]  |
| 31 december 2013 | The Daily Telegraph Video Game Awards 2013                  | Best Director                                   | Bästa regissör                                  | Neil Druckmann och Bruce Straley                                                 | Nominerad        | [ 24 ]  |
| 31 december 2013 | The Daily Telegraph Video Game Awards 2013                  | Best Art Direction                              | Bästa scenografi                                | Nate Wells                                                                       | Nominerad        | [ 24 ]  |
| 31 december 2013 | The Daily Telegraph Video Game Awards 2013                  | Best Sound Design                               | Bästa ljuddesign                                | Phil Kovats                                                                      | Nominerad        | [ 24 ]  |
| 31 december 2013 | The Daily Telegraph Video Game Awards 2013                  | Best Original Score                             | Bästa originalmusik                             | Gustavo Santaolalla                                                              | Nominerad        | [ 24 ]  |
| 31 december 2013 | The Daily Telegraph Video Game Awards 2013                  | Technical Achievement                           | Tekniska bedrift                                | The Last of Us                                                                   | Nominerad        | [ 24 ]  |
| 31 december 2013 | The Daily Telegraph Video Game Awards 2013                  | Best Developer                                  | Bästa utvecklare                                | Naughty Dog                                                                      | Nominerad        | [ 24 ]  |
| 31 december 2013 | VideoGamer.com Game of the Year 2013                        | Game of the Year                                | Årets spel                                      | The Last of Us                                                                   | Vann             | [ 28 ]  |
| 2 januari 2014   | Gamespot People's Choice                                    | Game of the Year                                | Årets spel                                      | The Last of Us                                                                   | Vann             | [ 99 ]  |
| 3 januari 2014   | Joystiq Top of 2013                                         | Best Game                                       | Bästa spel                                      | The Last of Us                                                                   | Vann             | [ 100 ] |
| 7 januari 2014   | Gametrailers Game of the Year Awards 2014                   | Game of the Year                                | Årets spel                                      | The Last of Us                                                                   | Vann             | [ 101 ] |
| 7 januari 2014   | Gametrailers Game of the Year Awards 2014                   | Best Story                                      | Bästa berättelse                                | The Last of Us                                                                   | Vann             | [ 101 ] |
| 7 januari 2014   | Gametrailers Game of the Year Awards 2014                   | Best Third Person Shooter                       | Bästa tredjepersonsskjutare                     | The Last of Us                                                                   | Vann             | [ 101 ] |
| 7 januari 2014   | Gametrailers Game of the Year Awards 2014                   | Best Playstation Exclusive                      | Bästa Playstation exklusiva spel                | The Last of Us                                                                   | Vann             | [ 101 ] |
| 7 januari 2014   | Gametrailers Game of the Year Awards 2014                   | Best Graphics                                   | Bästa grafik                                    | The Last of Us                                                                   | Nominerad        | [ 101 ] |
| 7 januari 2014   | Gametrailers Game of the Year Awards 2014                   | Best Soundtrack                                 | Bästa soundtrack                                | The Last of Us                                                                   | Nominerad        | [ 101 ] |
| 7 januari 2014   | Game Informer Best of 2013 Awards                           | Game of the Year                                | Årets spel                                      | The Last of Us                                                                   | Vann             | [ 102 ] |
| 7 januari 2014   | Game Informer Best of 2013 Awards                           | Best PS3 Exclusive                              | Bästa PS3-exklusiva spel                        | The Last of Us                                                                   | Vann             | [ 102 ] |
| 7 januari 2014   | Game Informer Best of 2013 Awards                           | Best Action                                     | Bästa Action                                    | The Last of Us                                                                   | Vann             | [ 103 ] |
| 7 januari 2014   | Game Informer Best of 2013 Awards                           | Game of the Year                                | Årets spel                                      | The Last of Us                                                                   | Vann             | [ 104 ] |
| 7 januari 2014   | Game Informer Best of 2013 Awards                           | Best PS3 Exclusive                              | Bästa PS3-exklusiva spel                        | The Last of Us                                                                   | Vann             | [ 104 ] |
| 7 januari 2014   | Game Informer Best of 2013 Awards                           | Best Action                                     | Bästa Action                                    | The Last of Us                                                                   | Vann             | [ 104 ] |
| 7 januari 2014   | Fourth Annual Metacritic User Poll                          | Best Video Game                                 | Bästa datorspel                                 | The Last of Us                                                                   | Vann             | [ 105 ] |
| 9 januari 2014   | IGN's Best of 2013                                          | PS3 Game of the Year                            | Årets PS3-spel                                  | The Last of Us                                                                   | Vann             | [ 106 ] |
| 9 januari 2014   | IGN's Best of 2013                                          | Best PS3 Action-Adventure Game                  | Bästa actionäventyrs-PS3-spel                   | The Last of Us                                                                   | Vann             | [ 107 ] |
| 9 januari 2014   | IGN's Best of 2013                                          | Best PS3 Multiplayer Game                       | Bästa flerspelar-PS3-spel                       | The Last of Us                                                                   | Vann             | [ 108 ] |
| 9 januari 2014   | IGN's Best of 2013                                          | Best PS3 Graphics                               | Bästa PS3-grafik                                | The Last of Us                                                                   | Vann             | [ 109 ] |
| 9 januari 2014   | IGN's Best of 2013                                          | Best PS3 Sound                                  | Bästa PS3-ljud                                  | The Last of Us                                                                   | Vann             | [ 110 ] |
| 9 januari 2014   | IGN's Best of 2013                                          | Best PS3 Story                                  | Bästa PS3-berättelse                            | The Last of Us                                                                   | Vann             | [ 111 ] |
| 9 januari 2014   | IGN's Best of 2013                                          | Game of the Year                                | Årets spel                                      | The Last of Us                                                                   | Vann             | [ 19 ]  |
| 9 januari 2014   | IGN's Best of 2013                                          | Best Overall Action-Adventure Game              | Totalt bästa actionäventyrsspel                 | The Last of Us                                                                   | Vann             | [ 20 ]  |
| 9 januari 2014   | IGN's Best of 2013                                          | Best Overall Graphics – Technology              | Totalt bästa grafik – teknologi                 | The Last of Us                                                                   | Vann             | [ 112 ] |
| 9 januari 2014   | IGN's Best of 2013                                          | Best Overall Sound                              | Totalt bästa ljud                               | The Last of Us                                                                   | Vann             | [ 21 ]  |
| 9 januari 2014   | IGN's Best of 2013                                          | Best Overall Graphics - Art Design              | Totalt bästa grafik – konstdesign               | The Last of Us                                                                   | Nominerad        | [ 113 ] |
| 9 januari 2014   | IGN's Best of 2013                                          | Best Overall Music                              | Totalt bästa musik                              | The Last of Us                                                                   | Nominerad        | [ 114 ] |
| 9 januari 2014   | IGN's Best of 2013                                          | Best Overall Story                              | Totalt bästa berättelse                         | The Last of Us                                                                   | Nominerad        | [ 115 ] |
| 11 januari 2014  | VG247 Community Games of the Year                           | Game of the Year                                | Årets spel                                      | The Last of Us                                                                   | Vann             | [ 32 ]  |
| 11 januari 2014  | The Escapist Awards 2013                                    | Game of the Year                                | Årets spel                                      | The Last of Us                                                                   | Vann             | [ 116 ] |
| 11 januari 2014  | The Escapist Awards 2013                                    | Best Action-Adventure Game                      | Bästa actionäventyrsspel                        | The Last of Us                                                                   | Vann             | [ 117 ] |
| 11 januari 2014  | The Escapist Awards 2013                                    | Game of the Year                                | Årets spel                                      | The Last of Us                                                                   | Vann             | [ 118 ] |
| 14 januari 2014  | Polygon's Games of the Year 2013                            | Game of the Year                                | Årets spel                                      | The Last of Us                                                                   | Fjärde plats     | [ 119 ] |
| 21 januari 2014  | GamesRadar's Game of the year 2013                          | Game of the Year                                | Årets spel                                      | The Last of Us                                                                   | Vann             | [ 120 ] |
| 1 februari 2014  | 41st Annie Awards                                           | Best Animated Video Game                        | Bäst animerade datorspel                        | The Last of Us                                                                   | Vann             | [ 29 ]  |
| 1 februari 2014  | 66th Writers Guild of America Awards                        | Outstanding Achievement in Videogame Writing    | Enastående bedrift inom datorspelsförfattande   | The Last of Us                                                                   | Vann             | [ 121 ] |
| 7 februari 2014  | 17th Annual DICE Awards                                     | Game of the Year                                | Årets spel                                      | The Last of Us                                                                   | Vann             | [ 18 ]  |
| 7 februari 2014  | 17th Annual DICE Awards                                     | Outstanding Achievement in Sound Design         | Enastående bedrift inom ljuddesign              | The Last of Us                                                                   | Vann             | [ 18 ]  |
| 7 februari 2014  | 17th Annual DICE Awards                                     | Outstanding Achievement in Story                | Enastående prestation inom berättelse           | The Last of Us                                                                   | Vann             | [ 18 ]  |
| 7 februari 2014  | 17th Annual DICE Awards                                     | Outstanding Character Performance               | Enastående karaktärsframträdande                | Ashley Johnson som Ellie                                                         | Vann             | [ 18 ]  |
| 7 februari 2014  | 17th Annual DICE Awards                                     | Outstanding Innovation in Gaming                | Enastående innovation inom spel                 | The Last of Us                                                                   | Vann             | [ 18 ]  |
| 7 februari 2014  | 17th Annual DICE Awards                                     | Adventure Game of the Year                      | Årets äventyrsspel                              | The Last of Us                                                                   | Vann             | [ 18 ]  |
| 7 februari 2014  | 17th Annual DICE Awards                                     | Outstanding Achievement in Animation            | Enastående bedrift inom animering               | The Last of Us                                                                   | Vann             | [ 18 ]  |
| 7 februari 2014  | 17th Annual DICE Awards                                     | Outstanding Achievement in Art Direction        | Enastående bedrift inom scenografi              | The Last of Us                                                                   | Vann             | [ 18 ]  |
| 7 februari 2014  | 17th Annual DICE Awards                                     | Outstanding Achievement in Visual Engineering   | Enastående bedrift inom visuell ingenjörskonst  | The Last of Us                                                                   | Vann             | [ 18 ]  |
| 7 februari 2014  | 17th Annual DICE Awards                                     | Outstanding Achievement in Game Direction       | Enastående bedrift inom spelregissering         | The Last of Us                                                                   | Vann             | [ 18 ]  |
| 7 februari 2014  | 17th Annual DICE Awards                                     | Outstanding Achievement in Gameplay Engineering | Enastående bedrift inom spelingenjörskonst      | The Last of Us                                                                   | Nominerad        | [ 18 ]  |
| 7 februari 2014  | 17th Annual DICE Awards                                     | Outstanding Character Performance               | Enastående karaktärsframträdande                | Troy Baker som Joel                                                              | Nominerad        | [ 18 ]  |
| 7 februari 2014  | 17th Annual DICE Awards                                     | Online Game of the Year                         | Årets onlinespel                                | The Last of Us                                                                   | Nominerad        | [ 18 ]  |
| 8 mars 2014      | 2014 SXSW Gaming Awards                                     | Game of the Year                                | Årets spel                                      | The Last of Us                                                                   | Vann             | [ 122 ] |
| 8 mars 2014      | 2014 SXSW Gaming Awards                                     | Excellence in Narrative                         | Förträffande inom narrativ                      | The Last of Us                                                                   | Vann             | [ 122 ] |
| 8 mars 2014      | 2014 SXSW Gaming Awards                                     | Excellence in SFX                               | Förträffande inom specialeffekter               | The Last of Us                                                                   | Vann             | [ 122 ] |
| 8 mars 2014      | 2014 SXSW Gaming Awards                                     | Excellence in Musical Score                     | Förträffande inom musik                         | The Last of Us                                                                   | Vann             | [ 122 ] |
| 8 mars 2014      | 2014 SXSW Gaming Awards                                     | Excellence in Gameplay                          | Förträffande inom spelupplägg                   | The Last of Us                                                                   | Nominerad        | [ 123 ] |
| 8 mars 2014      | 2014 SXSW Gaming Awards                                     | Excellence in Animation                         | Förträffande inom animering                     | The Last of Us                                                                   | Nominerad        | [ 123 ] |
| 8 mars 2014      | 2014 SXSW Gaming Awards                                     | Convergence Award                               | Konvergensutmärkelse                            | The Last of Us                                                                   | Nominerad        | [ 123 ] |
| 12 mars 2014     | 10th British Academy Video Games Awards                     | Action & Adventure                              | Action och äventyr                              | The Last of Us                                                                   | Vann             | [ 17 ]  |
| 12 mars 2014     | 10th British Academy Video Games Awards                     | Artistic Achievement                            | Artistisk bedrift                               | The Last of Us                                                                   | Nominerad        | [ 17 ]  |
| 12 mars 2014     | 10th British Academy Video Games Awards                     | Audio Achievement                               | Ljudbedrift                                     | The Last of Us                                                                   | Vann             | [ 17 ]  |
| 12 mars 2014     | 10th British Academy Video Games Awards                     | Best Game                                       | Bästa spel                                      | The Last of Us                                                                   | Vann             | [ 17 ]  |
| 12 mars 2014     | 10th British Academy Video Games Awards                     | Game Design                                     | Speldesign                                      | The Last of Us                                                                   | Nominerad        | [ 17 ]  |
| 12 mars 2014     | 10th British Academy Video Games Awards                     | Multiplayer                                     | Flerspelarläge                                  | The Last of Us                                                                   | Nominerad        | [ 17 ]  |
| 12 mars 2014     | 10th British Academy Video Games Awards                     | Music                                           | Musik                                           | The Last of Us                                                                   | Nominerad        | [ 17 ]  |
| 12 mars 2014     | 10th British Academy Video Games Awards                     | Performer                                       | Aktör                                           | Ashley Johnson som Ellie                                                         | Vann             | [ 17 ]  |
| 12 mars 2014     | 10th British Academy Video Games Awards                     | Performer                                       | Aktör                                           | Troy Baker som Joel                                                              | Nominerad        | [ 17 ]  |
| 12 mars 2014     | 10th British Academy Video Games Awards                     | Story                                           | Berättelse                                      | The Last of Us                                                                   | Vann             | [ 17 ]  |
| 19 mars 2014     | 14th Annual Game Developers Choice Awards                   | Game of the Year                                | Årets spel                                      | The Last of Us                                                                   | Vann             | [ 22 ]  |
| 19 mars 2014     | 14th Annual Game Developers Choice Awards                   | Best Design                                     | Bästa design                                    | The Last of Us                                                                   | Vann             | [ 22 ]  |
| 19 mars 2014     | 14th Annual Game Developers Choice Awards                   | Best Narrative                                  | Bästa narrativ                                  | The Last of Us                                                                   | Vann             | [ 22 ]  |
| 19 mars 2014     | 14th Annual Game Developers Choice Awards                   | Best Technology                                 | Bästa teknologi                                 | The Last of Us                                                                   | Nominerad        | [ 22 ]  |
| 19 mars 2014     | 14th Annual Game Developers Choice Awards                   | Best Visual Art                                 | Bästa visuella konst                            | The Last of Us                                                                   | Nominerad        | [ 22 ]  |
| 24 oktober 2014  | 2014 Golden Joystick Awards                                 | Best Storytelling                               | Bästa berättande                                | The Last of Us: Left Behind                                                      | Vann             | [ 124 ] |
| 24 oktober 2014  | 2014 Golden Joystick Awards                                 | Best Gaming Moment                              | Bästa spelögonblick                             | "The kiss" (The Last of Us: Left Behind) ("Kyssen")                              | Vann             | [ 124 ] |
| 5 december 2014  | The Game Awards 2014                                        | Games for Change                                | Spel för förändring                             | The Last of Us: Left Behind                                                      | Nominerad        | [ 125 ] |
| 5 december 2014  | The Game Awards 2014                                        | Best Remaster                                   | Bästa remaster                                  | The Last of Us Remastered                                                        | Nominerad        | [ 125 ] |
| 15 december 2014 | Gamespot's Game of the Year 2014 Awards                     | PS3 Game of the Year                            | Årets PS3-spel                                  | The Last of Us: Left Behind                                                      | Vann             | [ 126 ] |
| 26 december 2014 | Hardcore Gamer's Game of the Year 2014 Awards               | Best Writing                                    | Bästa författande                               | The Last of Us: Left Behind                                                      | Nominerad        | [ 127 ] |
| 26 december 2014 | Hardcore Gamer's Game of the Year 2014 Awards               | Best Remaster                                   | Bästa remaster                                  | The Last of Us Remastered                                                        | Nominerad        | [ 128 ] |
| 26 december 2014 | Hardcore Gamer's Game of the Year 2014 Awards               | Best DLC                                        | Bästa DLC                                       | The Last of Us: Left Behind                                                      | Vann             | [ 129 ] |
| 14 februari 2015 | 67th Writers Guild of America Awards                        | Outstanding Achievement in Videogame Writing    | Enastående bedrift inom datorspelsförfattande   | The Last of Us: Left Behind                                                      | Vann             | [ 121 ] |
| 20 februari 2015 | IGN Australia Black Beta Select Awards 2014                 | Best Storytelling                               | Bästa berättande                                | The Last of Us: Left Behind                                                      | Vann             | [ 130 ] |
| 20 februari 2015 | IGN Australia Black Beta Select Awards 2014                 | Most Memorable Moment                           | Mest minnesvärda ögonblick                      | The ending (The Last of Us: Left Behind) (Slutet)                                | Vann             | [ 130 ] |
| 18 december 2014 | Gamespot's Game of the Year 2014 Awards                     | Game of the Year                                | Årets spel                                      | The Last of Us: Left Behind                                                      | Nominerad        | [ 131 ] |
| 4 mars 2015      | 15th Annual Game Developers Choice Awards                   | Best Technology                                 | Bästa teknologi                                 | The Last of Us Remastered                                                        | Hedersomnämnande | [ 132 ] |
| 12 mars 2015     | 11th British Academy Video Games Awards                     | Performer                                       | Aktör                                           | Ashley Johnson som Ellie (The Last of Us: Left Behind)                           | Vann             | [ 133 ] |
| 12 mars 2015     | 11th British Academy Video Games Awards                     | Story                                           | Berättelse                                      | The Last of Us: Left Behind                                                      | Vann             | [ 133 ] |
| 14 mars 2015     | SXSW Gaming Awards                                          | Most Valuable Add-On Content                    | Mest prisvärda tillägg                          | The Last of Us: Left Behind                                                      | Vann             | [ 134 ] |
| 14 mars 2015     | SXSW Gaming Awards                                          | Most Valuable Character                         | Mest prisvärda karaktär                         | Ellie (The Last of Us: Left Behind)                                              | Vann             | [ 134 ] |
| 14 mars 2015     | SXSW Gaming Awards                                          | Matthew Crump Cultural Innovation Award         | Matthew Crumps kulturella innovationsutmärkelse | The Last of Us: Left Behind                                                      | Nominerad        | [ 134 ] |